# Collformic (el Brull)
El Collformic és un port de muntanya situat al municipi del Brull, a 1.142 m d'altitud, a l'extrem nord-oest del Montseny. És partió d'aigües entre les conques del Besòs i la Tordera.
Hi ha un monument en record a les víctimes d'una partida carlina durant la Tercera Guerra Carlina, els dies 10 i 11 de gener de 1874.
Aquest pas és travessat per diverses carreteres:
- BV-5301 de Seva a la C-35 a Santa Maria de Palautordera.
  - Pel nord-oest, el ramal que duu a Seva passant pel Brull.
  - Pel sud-oest, el ramal que duu a Santa Maria de Palautordera passant per Montseny.
- C-743 de Sant Miquel de Balenyà a la C-35 a Santa Maria de Palautordera.
  - Pel nord-oest, el ramal que duu a Sant Miquel de Balenyà passant pel Brull.
  - Pel sud-oest, el ramal que duu a Santa Maria de Palautordera passant per Montseny.
  - També travessen el Coll Formic algunes pistes i camins:

* Pel sud, la pista (sense pavimentar) que puja al Pla de la Calma i arriba a Tagamanent i la que duu a La Castanya.
* Pel nord-est, el sender de gran recorregut GR 5-2 que arriba al cim del Matagalls.
* Pel nord, el camí del Turó d'en Bessa (sense pavimentar) que porta a l'església de Sant Segimon.
* Per l'oest el camí que duu a Serradussà.